# 千葉県立清和県民の森
千葉県立清和県民の森（ちばけんりつせいわけんみんのもり）は、千葉県君津市にある県民の森である。

## 概要
房総半島の尾根を形成する高宕山、鹿野山、大塚山などの山域に広がる森で、清和県民の森として水源の森百選に指定されている。
| 山岳   | 面積(ha) | 標高(m)   | 人工林(%) | 天然林(%) | 主な樹種                       | 制限林                       | 種類                           | 流量(m3/日) |
| ------ | -------- | --------- | --------- | --------- | ------------------------------ | ---------------------------- | ------------------------------ | ----------- |
| 鹿野山 | 1,113    | 150 - 278 | 40        | 60        | スギ・ヒノキ・コナラ・スダジイ | 水源かん養保安林、保健保安林 | ダム貯水（三島ダム、豊英ダム） | 不明        |

主に下流域の灌漑用水と工業用水に利用している。常緑広葉樹と炭焼きの名残である落葉広葉樹並びに植林の針葉樹林帯が混在した自然環境が四季折々に美林の風景造り出し多くの動植物の宝庫となっている。
所在地：千葉県君津市豊英字東口